# Лаутценгаузен
Лаутценгаузен (нім. Lautzenhausen) — громада в Німеччині, розташована в землі Рейнланд-Пфальц. Входить до складу району Рейн-Гунсрюк. Складова частина об'єднання громад Кірхберг.
Площа — 5,00 км2. Населення становить 391 ос. (станом на 31 грудня 2020).